# Distrito electoral de Bryan (condado de Garfield, Nebraska)
Bryan (en inglés: Bryan Precinct) es un distrito electoral ubicado en el condado de Garfield en el estado estadounidense de Nebraska. En el Censo de 2010 tenía una población de 21 habitantes y una densidad poblacional de 0,13 personas por km².

## Geografía
Bryan se encuentra ubicado en las coordenadas 41°53′39″N 98°57′17″O / 41.89417, -98.95472. Según la Oficina del Censo de los Estados Unidos, Bryan tiene una superficie total de 161.5 km², que corresponden a tierra firme.

## Demografía
Según el censo de 2010, había 21 personas residiendo en Bryan. La densidad de población era de 0,13 hab./km². De los 21 habitantes, Bryan estaba compuesto por el 100% blancos.